# Julian Wruck
Julian Edward Wruck (Brisbane, 6 luglio 1991) è un discobolo australiano.

## Palmarès
| Anno | Manifestazione    | Sede    | Evento           | Risultato | Misura  | Note |
| ---- | ----------------- | ------- | ---------------- | --------- | ------- | ---- |
| 2010 | Mondiali juniores | Moncton | Lancio del disco | Bronzo    | 61,09 m |      |
| 2010 | Commonwealth      | Delhi   | Lancio del disco | 8º        | 56,69 m |      |
| 2012 | Olimpiadi         | Londra  | Lancio del disco | 28º       | 60,08 m |      |
| 2013 | Mondiali          | Mosca   | Lancio del disco | 11º       | 62,40 m |      |
| 2014 | Commonwealth      | Glasgow | Lancio del disco | 9º        | 58,37 m |      |
| 2015 | Mondiali          | Pechino | Lancio del disco | 12º       | 60,01 m |      |